# Microsoft Advertising

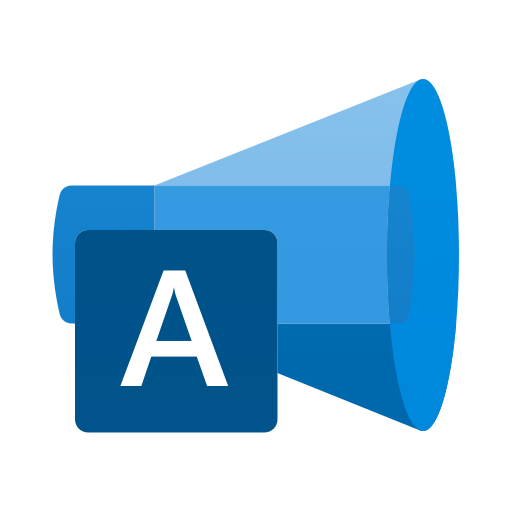
Microsoft Advertising Logo

Microsoft Advertising (précédemment Microsoft AdCenter puis Bing Ads) est une plate-forme de publicité en ligne développée par Microsoft, sur laquelle les annonceurs proposent d'afficher de brèves annonces, des offres de services, des listes de produits et des vidéos aux internautes. Il fournit de la publicité pay per click sur les moteurs de recherche Bing, Yahoo! et DuckDuckGo, ainsi que sur d'autres sites Web, applications mobiles et vidéos.
Elle fait partie des outils de Search Engine Marketing utilisés par les annonceurs dans le but d’assurer aux sites internet un meilleur référencement.

## Historique
En septembre 1997 est fondé Avenue A qui sera à l’origine de l'Atlas Digital Marketing Technology Suite, une nouvelle forme de régie publicitaire lancée le 11 octobre 2000. Près d'un an plus tard apparait le MSN Advantage Marketing Program, le 9 octobre 2001. 
Mais ce n'est que le 16 mars 2005 qu'est montré officiellement au public Microsoft adCenter lors du sixième annual Strategic Account Summit (un important forum de l’industrie qui s'est déroulé chez Microsoft). Quelques mois plus tard, le 20 décembre 2005, le système de recherche rémunérée de MSN est doté d'adCenter.
En août 2007, Microsoft prend part de l'entreprise aQuantive à partir de laquelle est créé  Microsoft Advertising. Le 1er novembre 2007 apparait la version bêta d'adCenter Analytics qui permet aux annonceurs le pistage des internautes.
En 2010, Microsoft et Yahoo! concluent un partenariat sous le nom de Search Alliance qui vise à fournir une plateforme unique pour annoncer sa publicité sur les moteurs de recherche des deux firmes à la fois. Cette plateforme est mise en service début 2012. En septembre, Microsoft adCenter est renommé Bing Ads (ads signifie « pubs » en anglais) et la Search Alliance devient le Yahoo! Bing Network (network signifie « réseau » en anglais).
Le 26 avril 2013 est vendu Atlas à Facebook.
En avril 2019, Bing Ads prend à nouveau le nom de Microsoft Advertising (advertising désigne l’activité de la publicité en anglais).

## Fonctionnement
Lorsqu’un internaute effectue une requête via le moteur de recherche Bing, plusieurs résultats sont affichés et classés selon leur pertinence. Outre cette liste, d’autres réponses issues de la plateforme Microsoft Advertising apparaissent en tête. Il s’agit de liens sponsorisés et ciblés selon les mots-clés requêtés par l’internaute.
Afin de publier une annonce dans la liste des liens sponsorisés, les annonceurs peuvent cibler précisément des profils d’audience qui verront s’afficher leur lien. Microsoft Advertising utilise le système du pay per click, ou rémunération au clic. Lorsqu’un internaute clique sur un lien sponsorisé, l’annonceur paie.

## Ciblage
Microsoft Advertising utilise diverses méthodes de ciblage des audiences afin de segmenter les publics et adapter le plus finement possible les liens sponsorisés à leurs requêtes.
- Ciblage sociodémographique : les annonceurs peuvent cibler les profils d’audience qu’ils souhaitent toucher selon la situation géographique (le pays, la région, la ville…), l’âge, le sexe, le système d’exploitation, l’heure, le jour, le navigateur, la connexion et le fournisseur d’accès à Internet de l’utilisateur.
- Ciblage comportemental : cette méthode consiste à adapter les liens sponsorisés à l’activité récente de l’internaute. Les recherches sur Bing, les visites sur les sites Microsoft, les données provenant des identifiants Windows Live ID et du réseau Microsoft sont analysées et permettent à Microsoft Advertising d’affiner le ciblage des audiences.
- Ciblage re-messaging ou re-targeting : cette forme de ciblage est basée sur l’analyse des cookies de l’internaute. Elle permet d’examiner s’il y a eu interaction entre les internautes et la campagne publicitaire de l’annonceur. Il existe quatre formes de ciblage par re-messaging :

1. Re-messaging par site de l’annonceur : permet de vérifier précisément le comportement de l’internaute sur le site de l’annonceur et de l’exposer à nouveau à la publicité de l’annonceur.
2. Re-messaging créatif : permet d’analyser le comportement de l’internaute face à la publicité de l’annonceur et d’étendre la campagne aux internautes qui n’y ont pas été exposés.
3. Re-messaging par e-mail : permet d’étudier les balises présentes dans les newsletters envoyées par e-mail afin d’envoyer aux internautes des publicités ciblées selon le contenu des newsletters.
4. Re-messaging par page d’accueil de MSN : permet à l’annonceur d’élargir sa campagne publicitaire. Il peut diffuser davantage de publicités aux internautes faisant partie de l’audience ciblée lorsqu’ils visitent d’autres sites du réseau Microsoft Media Network.

- Ciblage contextuel : permet de diffuser des publicités en rapport avec les sites visités par l’Internaute.

## Présentation logicielle
Microsoft Advertising permet aux annonceurs de créer des campagnes en cinq étapes depuis le site Internet de la plateforme.
1. Ciblage des clients : l’annonceur affine le profil des internautes qui verront s’afficher le lien sponsorisé selon leur situation géographique.
2. Création de l’annonce : l’annonceur rédige le titre et la description de son annonce, puis insère l’url d’affichage et l’url de destination (la page sur laquelle les internautes seront redirigés s’ils cliquent).
3. Choix des mots-clés : l’annonceur sélectionne ensuite une liste de mots-clés en rapport avec son annonce. Ainsi, lorsque les internautes requêtent ces  mots-clés, le lien de l’annonceur apparaît dans le champ des réponses sponsorisées.
4. Budget : l’annonceur définit un budget mensuel et un budget au clic. Le budget mensuel permet à l’annonceur de ne pas dépenser davantage que ne lui permettent ses finances. Le budget au clic concerne quant à lui la somme que reversera l’annonceur à la plateforme à chaque fois qu’un internaute cliquera sur ce lien. Plus son budget au clic est grand, plus l’annonceur a de chances de voir apparaître son lien en bonne position.
5. Confirmation : l’annonceur peut vérifier et modifier les informations qu’il a saisies précédemment.

## Microsoft Advertising Desktop
Microsoft Advertising Desktop est un outil spécifiquement destiné aux annonceurs. Cette interface de gestion personnalisable leur permet d’accéder hors ligne à leurs différentes campagnes de liens sponsorisés.
En utilisant l’interface de gestion Microsoft Advertising Desktop, les annonceurs peuvent modifier, paramétrer ou ajouter une campagne, redéfinir des mots clés et ce, sans connexion à Internet. Les annonceurs peuvent également importer les campagnes existant déjà sur les moteurs de recherche Yahoo! et Google. Microsoft Advertising Desktop est libre d’accès.